# Паскаль Тренке
Паскаль Тренке (11 серпня 1958 , Марсель ) — французька фехтувальниця на рапірах, дворазова олімпійська чемпіонка 1980 року, бронзова призерка Олімпійських ігор 1984 року.

## Виступи на Олімпіадах
| Олімпіада         | Дисципліна           | Місце |
| ----------------- | -------------------- | ----- |
| Москва 1980       | індивідуальна рапіра | 1     |
| Москва 1980       | командна рапіра      | 1     |
| Лос-Анджелес 1984 | командна рапіра      | 3     |